# Candelaria concolor
Candelaria concolor, auch als Leuchterflechte bezeichnet, ist eine Flechtenart. Das Artepitheton concolor ist lateinisch und bedeutet „einfarbig, uni“.

## Beschreibung
Das Lager der Leuchterflechte bildet kleine, etwa 0,5 bis 2 cm große Rosetten. Ihr Thallus ist in grüngelbe bis zitronengelbe, zierliche und zerschlitzte Läppchen gegliedert, die etwa 2 mm lang werden, am Rand Sorale tragen und an der Unterseite weißliche Rhizinen zur Befestigung an der Unterlage besitzen. Die – dann ebenfalls gelben – Apothecien treten nur selten auf. Von ähnlichen Arten der Gattung Xanthoria kann sie durch negative KOH-Reaktion (also ausbleibende Rotfärbung bei Beträufelung mit Kalilauge) unterschieden werden.

## Verbreitung
Die Leuchterflechten sind in Europa mit zwei Arten vertreten: Candelaria pacifica (erst 2011 als neue Art beschrieben), die unberindet und schuppig ist, und Candelaria concolor, die unterseits weiß ist und lappig-zerschlitzte Lager hat. Sie kommt in Mitteleuropa vergleichsweise häufig insbesondere auf Rinde von freistehenden Laubbäumen vor, nur selten auf Stein. Vor allem mäßig nährstoff- bzw. basenreiche Borken werden besiedelt, besonders an Straßen- und Obstbäumen (Spitz-Ahorn, Eschen, Linden, Pappeln und Ulmen). Das Verbreitungsgebiet reicht vom mittleren Fennoskandien bis zum Mittelmeergebiet.